# Fossa Corbulonis

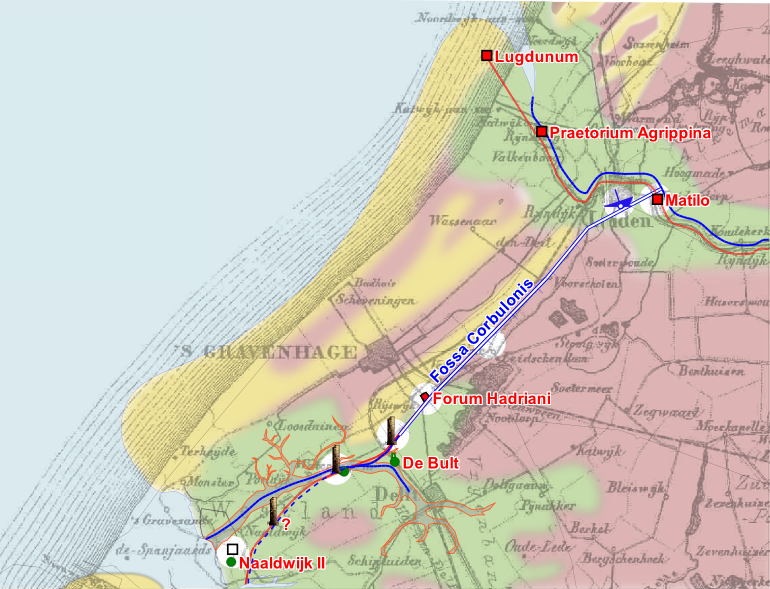
La fossa Corbulonis costruita tra Reno e la Mosa, dal generale romano Gneo Domizio Corbulone nel 47.

La Fossa Corbulonis è il nome tradizionale dato ad un canale artificiale costruito in epoca imperiale romana (sotto Claudio) da parte del generale Gneo Domizio Corbulone, quando era Legatus Augusti pro praetore della provincia romana di Germania inferiore nel 47. Esso collegava il fiume Mosa con il vecchio corso del Reno (presso il forte di Matilo).

## Storia
Tacito racconta che questo canale, (che misurava 34 km), fu fatto costruire dal generale romano Gneo Domizio Corbulone, il quale "per tenere occupati i suoi soldati, fece scavare un canale di 23 miglia romane tra i fiumi Mosa ed il Reno, per evitare i pericoli del mare «aperto»".
Fu particolarmente utile in questo periodo storico per il trasferimento delle truppe del Reno nella nuova provincia romana di Britannia. Il canale permetteva anche a quelle imbarcazioni con il fondo piatto della "classis Germanica" di evitare di affrontare le terribili tempeste del Mare del Nord, rendendo più sicuro il trasporto di materiale militare dal medio corso del Reno, spesso necessario per la costruzione di "forti ausiliari".
È possibile che i Romani abbiano dovuto scavare solo pochi metri in profondità, sfruttando il preesistente “letto” di un piccolo fiume: la Gantel. Il percorso esatto non è noto, ma abbiamo indicazioni secondo le quali sembra che questo canale artificiale collegasse i fortini di "Forum Adriani" (oggi Voorburg) con il forte di "Matilo" nei pressi della città di Leida.

## Archeologia

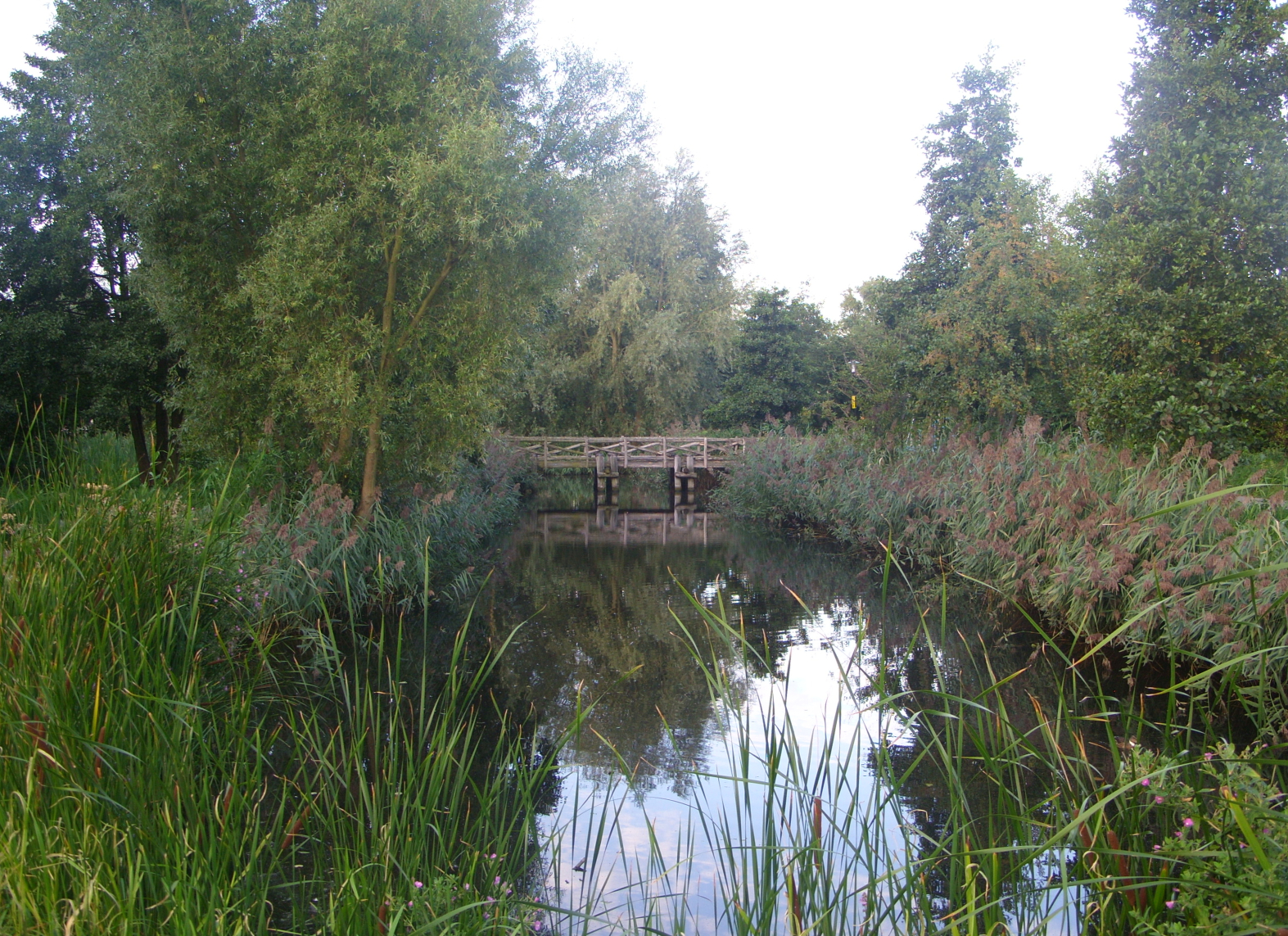
Ricostruzione della fossa Corbulonis presso Rietvink (Leidschendam, Paesi Bassi).

Nel 1962 fu scoperto l'inizio del canale, a nord-ovest di Leida. Ulteriori scavi furono intrapresi a   Leidschendam tra il 1989 e il 1992 e di nuovo nel 2004. L'analisi degli ultimi scavi archeologici ha chiarito che il canale risalirebbe al 50 circa. Sembra che questo canale fosse largo 12-14 metri e profondo 2 metri. Furono poi scoperte tracce di una alzaia lungo il canale. Negli scavi del 2004, fu poi trovato nei pressi di Naaldwijk, un frammento di una targa in bronzo, probabilmente appartenente ad un piedistallo della statua dell'imperatore Claudio.